# Мариуца (Калараш)
Мариуца (рум. Măriuța) насеље је у Румунији у округу Калараш у општини Белчугателе. Oпштина се налази на надморској висини од 56 m.

## Становништво
Према подацима из 2002. године у насељу је живело 630 становника, од којих су сви румунске националности.